# ドリームウェーヴ・プロダクションズ
ドリームウェーヴ・プロダクションズ（英: Dreamwave Productions）はかつて存在したカナダのアート・デザイン・スタジオ、出版企業。『トランスフォーマーズ』コミック・ブックシリーズで知られる。2005年に倒産したのち、中核となる所有権（『トランスフォーマーズ』等のかつてのライセンスを除く）を再展開する計画で、カナダの企業家クリスチャン・デレイに買収された。

## 歴史
1996年、カナダのトロントでロジャーとパットのリー兄弟はイメージ・コミックスの子会社としてドリームウェーヴ・プロダクションズを創立し、最初のミニシリーズ『ダークマインズ』(Darkminds)を発行した。兄のロジャーが営業活動を管理し、弟のパットがアート関係を監督していた。日本の漫画の影響を受けた作風はアニメーション調のコマ運びと相まって、すぐに彼らのトレードマークとなった。
2002年、人気のあったハズブロの玩具部門『トランスフォーマーズ』のライセンスを獲得した後に、イメージから離れたドリームウェーヴは独立出版社となった。クラシック・トランスフォーマーズ”ジェネレーション1”(Generation 1)のキャラクターをベースに、パット・リーのアートとクリス・サラッチーニによる脚本とを呼び物とした最初のミニシリーズがセールス・チャートにおいて販売期間中終始一貫して最も売れた本となり、その偉業に作家のサラッチーニさえ驚いた。「トップ10には入るかもと思ったが、まさかNo.1にまで登りつめるとは全く考えもしなかった。」 さらに続いたシリーズでは彼らのG1の物語は拡がりを見せ、当時展開中の『トランスフォーマーズ：アルマダ』(Transformers: Armada)に及ぶ新たなる世界を創り上げるまでに至っている。それまで正式な設定のなかったトランスフォーマーズの過去を詳しく解説するシリーズ『トランスフォーマーズ：ザ・ウォー・ウィズイン』(Transformers: The War Within)の制作のため、有名な脚本家サイモン・ファーマンが加わった。ドン・フィゲロアやグイド・グイディなど、ファン集団の中から多くのアート系メンバーがDWPに雇用され、彼らは趣味からコミックのプロの世界へと進むこととなった。
3年後、G1脚本家のジェームス・マクドナーとアダム・パトリックが賃金争議によって退職し、問題の兆候は現れ始めた。彼らの代替員の補充計画があったにもかかわらず、そのすぐ後にドリームウェーヴは倒産したと発表された。2005年1月4日の閉鎖の原因として「コミック・ブック市場の縮小と米ドル安の重なり」が挙げられている。リミテッド・シリーズと複数で進行中の本編の両方が不完全なまま、ドリームウェーヴの最後のコミックが2004年12月に発行された。2005年4月下旬、賃金をドリームウェーヴと会社債権者とに握られたままのフリーランサー達は、ドリームウェーヴによってもたらされた損害に彼らもまた負債の法的責任があることに気が付いた。会社がフェデラル・エクスプレスと交わしていた契約の条件に従えば、フリーランサー達には対価も支払われず出版もされなかった彼らの著作品の、カナダへの運送料負担の法的義務が残される。ドン・フィゲロアとグイド・グイディはその影響を受けるフリーランサーの2人だった。

## ドリームウェーヴ・コミックス 全リスト

### オリジナル・シリーズ
- アルカニウム (Arkanium)
- ダークマインズ Volume 1: パラドックス (Paradox)
- ダークマインズ Volume 2
- ダークマインズ Volume 3: マクロポリス (Macropolis)
- ダークマインズ Volume 4: マクロポリス Vol. 2
- エコー (Echo)
- フェイト・オブ・ザ・ブレイド (Fate of the Blade)
- ネクロウォー (NecroWar)
- ネオンサイバー (Neon Cyber) ※ “ダークマインズ”と同世界
- サンドスコープ (Sandscape)
- シディマ (Shidima) ※ “ウォーランズ”と同世界
- ウォーランズ (Warlands) Volume 1a: ダークライト (Darklyte)
- ウォーランズ Volume 1b: アトレレギス (Atrelegis) ※ 実質的なVolume 2の説有り
- ウォーランズ Volume 2: エイジ・オブ・アイス (Age of Ice) ※ 実質的なVolume 3の説有り
- ウォーランズ スペシャル・スリー・ストーリーズ (Special Three Stories)
- ウォーランズ: ウォーランズ・クロニクルズ (Warlords Chronicles) Volume 1
- ウォーランズ Volume 3: ダーク・タイド・ライジング (Dark Tide Rising) ※ 6冊組
- ウォーランズ: バニッシュド・ナイツ (Banished Knights)

### ライセンスド・シリーズ
- デュエル・マスターズ (Duel Masters) ※ 第8号にて打ち切り
- Devil May Cry ※ 最終号及びTPB発行前に倒産
- KILLZONE ※ 第1号発行前に倒産
- ロックマン (Mega Man)
- ティーンエイジ・ミュータント・ニンジャ・タートルズ (Teenage Mutant Ninja Turtles) ※ 第7号にて打ち切り
- トランスフォーマーズ：ジェネレーション1 プライム・ディレクティヴ (Transformers: Generation 1: Prime Directive)
- トランスフォーマーズ：ジェネレーション1 ウォー・アンド・ピース (War and Peace) ※ Vol.2
- トランスフォーマーズ：ザ・ウォー・ウィズイン (Transformers: The War Within)
- トランスフォーマーズ：ザ・ウォー・ウィズイン ザ・ダーク・エイジス (The Dark Ages) ※ Vol.2
- トランスフォーマーズ：ザ・ウォー・ウィズイン ジ・エイジ・オブ・ラス (The Age of Wrath) ※ Vol.3 この号をもって打ち切り
- トランスフォーマーズ：マイクロマスターズ (Transformers: Micromasters)
- トランスフォーマーズ／G.I.ジョー  (Transformers/G.I. Joe)
- トランスフォーマーズ／G.I.ジョーⅡ ディヴァイデッド・フロント (Divided Front) ※ 第1号にて打ち切り
- トランスフォーマーズ：モア・ザン・ミーツ・ジ・アイ (More Than Meets The Eye) ※ キャラクター・プロファイル・シリーズ
- トランスフォーマーズ：サマー・スペシャル (Summer Special) ※ イレギュラー・ミニシリーズ 第1号のみ発行
- トランスフォーマーズ：ジェネレーション1 ※ Vol.3 フル・シリーズ 第10号にて打ち切り
- トランスフォーマーズ：アルマダ (Armada) ※ エナージョン(Energon)の前身 第30号にて打ち切り
- ズィーヴォス(Xevoz)

## References
- Comicbook Resources - ドリームウェーヴの財務上の負債（英語）
- Newsarama - "ドリームウェーヴが店じまい？"（英語）

1. ↑  McCarthy, Sean (2002年4月30日). “Transformers adapt to top today's charts”. Daily Nebraskan
2. ↑  Stump, Greg (July 2005). “Transformers Line Picked Up by IDW, Though Creators Still Have Reason to Gripe”. The Comics Journal (269):  53. ISSN 0194-7869.

## 参照
- en:List of Transformers comic book series